# Dalvík/Reynir
Maillots
Le Dalvík/Reynir est un club islandais de football basé à Dalvík et évoluant en 3. deild karla.

## Historique
En 2006, les clubs de l' UMFS Dalvík et de Reynir Árskógsströnd se sont unis afin de former un nouveau club, à la suite de l'arrêt de la collaboration entre le Leiftur et l' UMFS Dalvík au sein de l'entente Leiftur/Dalvík qui n'aura duré que 4 saisons. 
Depuis 2006, le club a toujours évolué en 3. deild karla.

## Palmarès
- Championnat d'Islande D3
  - Champion : 1996 (UMFS Dalvík), 2023